# پالیارا
پالیارا (به ایتالیایی: Pagliara) یک کومونه در ایتالیا است که در استان مسینا واقع شده‌است. پالیارا ۱۴٫۶ کیلومتر مربع مساحت و ۱٬۲۵۳ نفر جمعیت دارد و ۲۰۰ متر بالاتر از سطح دریا واقع شده‌است.